# Бриджмен, Джордж, 2-й граф Брэдфорд
Джордж Огастес Фредерик Генри Бриджмен, 2-й граф Брэдфорд (англ. George Augustus Frederick Henry Bridgeman, 2nd Earl of Bradford ; 23 октября 1789 — 22 марта 1865) — британский пэр. Он носил титул учтивости — виконт Ньюпорт с 1815 по 1825 год.

## Ранняя жизнь
Родился 23 октября 1789 года. Старший сын Орландо Бриджмена, 1-го графа Брэдфорда (1762—1825), и Люси Элизабет Бинг (1766—1844). Среди его братьев и сестер были Чарльз Орландо Бриджмен, леди Люси Уитмор, достопочтенный Орландо Генри Бриджмен и преподобный Генри Эдмунд Бриджмен.
Он получил образование в школе Харроу в Лондоне и Тринити-колледже в Кембридже, который получил степень магистра искусств в 1810 году.

## Карьера
Он унаследовал титулы своего отца и семейное место в Уэстон-Парке, Стаффордшир, 7 сентября 1825 года.

## Личная жизнь
5 марта 1818 года в церкви Святого Георгия на Ганновер-сквере лорд Брэдфорд женился первым браком на Джорджине Элизабет Монкрейфф (20 августа 1790 — 12 октября 1842), дочери Томаса Монкрейффа, 5-го баронета, и леди Элизабет Рамсей. У них было шестеро детей:
- Орландо Джордж Чарльз Бриджмен, 3-й граф Брэдфорд (24 апреля 1819 — 9 марта 1898), который в 1844 году женился на Селине Уэлд-Фостер, дочери Сесила Уэлд-Форестер, 1-го барона Форестера.
- Достопочтенный Джордж Томас Орландо Бриджмен (21 августа 1823 — 25 ноября 1895), преподобный.
- Леди Мэри Селина Луиза Бриджмен (ок. 1830 — 12 июля 1889), вышедшая замуж за достопочтенного Роберта Виндзора-Клайва в 1852 году.
- Леди Люси Кэролайн Бриджмен (1826—1858), умершая незамужней.
- Леди Шарлотта Энн Бриджмен (1827—1858), умершая незамужней.
- Достопочтенный Джон Роберт Орландо Бриджмен (18 августа 1831 — 26 ноября 1897), преподобный, который в 1862 году женился на Марианне Кэролайн Клайв, дочери достопочтенного Уильяма Клайва. Их сыном был Уильям Клайв Бриджмен, 1-й виконт Бриджмен.

Леди Люси Кэролайн и леди Шарлотта Энн умерли от полученных травм с разницей в одну неделю в результате того, что их хлопковые платья загорелись от искр из камина в семейном доме в Уэстон-Парке.
После смерти своей жены Джорджины он женился вторым браком на Хелен Маккей (? — 25 апреля 1869), дочери капитана Энеаса Маккея, в церкви Святого Петра на Итон-сквер в Лондоне 30 октября 1849 года.
Лорд Брэдфорд умер в возрасте 75 лет в Уэстон-Парке, Стаффордшир, оставив поместье стоимостью 140 000 фунтов стерлингов, и его титулы унаследовал его старший сын Орландо.